# Операция «Каман-99»
Операция «Каман-99» (Операция «Лук-99», перс. عملیات کمان ۹۹‎, араб. عملية كمان 99‎) — операция ВВС Ирана, проведённая в ответ на совершённый за день до этого неожиданный удар ВВС Ирака, начавший ирано-иракскую войну.

## Предыстория

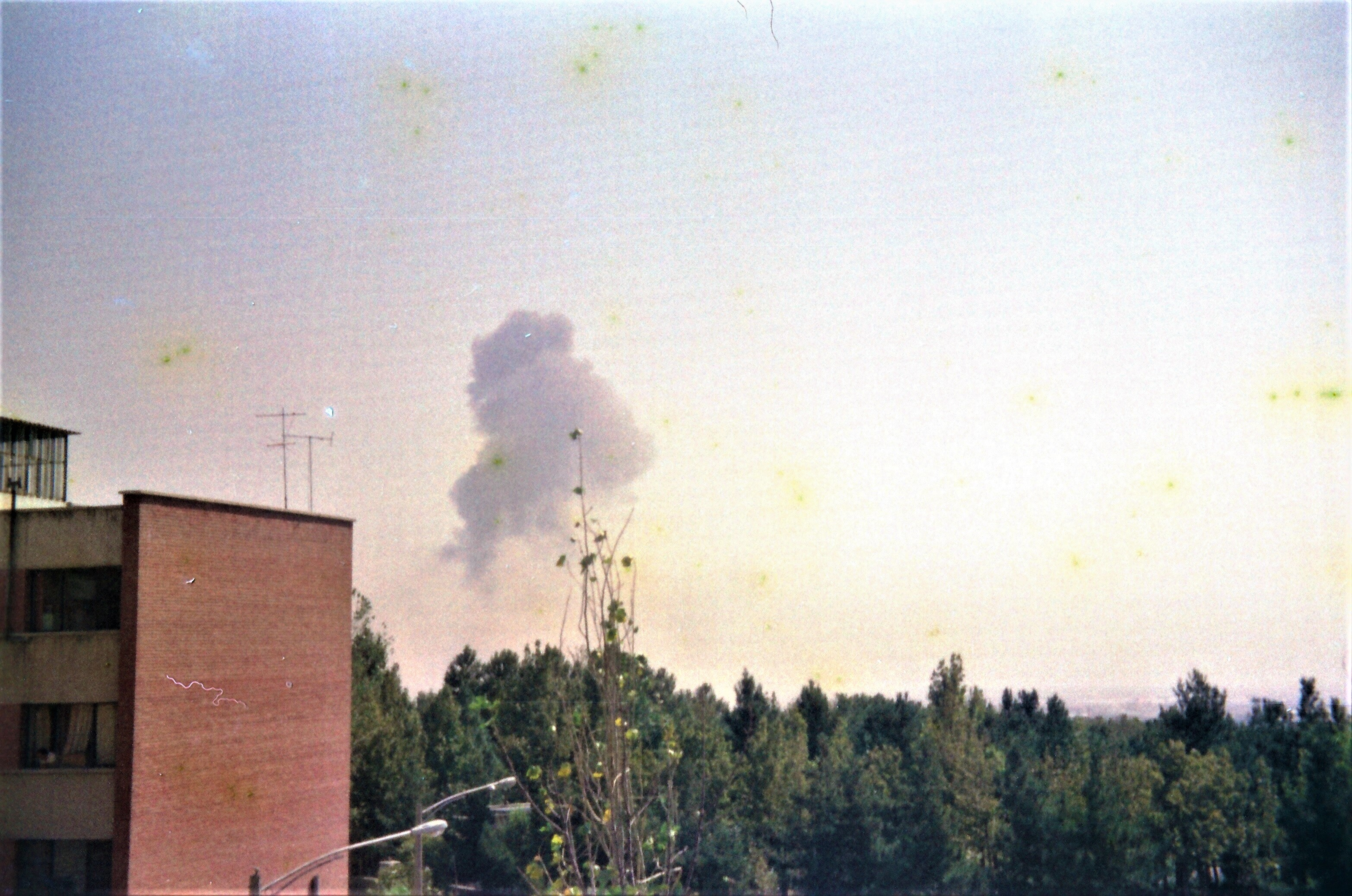
Дым над аэропортом Мехрабад в Тегеране после налёта бомбардировщиков Ту-22, 22 сентября 1980

22 сентября 1980 года Ирак нанёс массированный авиаудар (Операция «Эхо Кадиссии») по стратегическим объектам Ирана, которые достигли ограниченных успехов.
Через час после окончания налётов иранские ВВС начали готовить ответный удар, небольшой налёт был совершен вечером в этот день, в ходе которого был потерян один истребитель F-4E, оба пилота которого погибли.

## Операция
23 сентября 1980 года иранские «Фантом» F-4, вооружённые бомбами Mark 82, Mark 83 и Mark 84, а также ракетами AGM-65 Maverick, взлетели с авиабазы в Хамадане. После дозаправки в воздухе «Фантомы» достигли иракской столицы Багдад и атаковали авиабазы Эль-Кут, Эль-Рашид и Эль-Хаббания. Ещё 8 F-4 вылетели из Тегерана и тоже атаковали авиабазу Эль-Рашид.
58 иранских Northrop F-5, вылетевших из Тебриза, атаковали иракскую авиабазу в Мосуле. После атаки Мосула 50 F-5 атаковали авиабазу Насирия, которая была сильно повреждена.
В то время как все 146 иранских F-4 и F-5 были отправлены бомбить Ирак, 60 самолётов Grumman F-14 Tomcat были подняты в воздух, чтобы прикрыть воздушное пространство Ирана от возможного иракского ответа. Иракские «МиГи» сбили три F-5 и повредили один F-4. С другой стороны, иракская ПВО во время налёта над Багдадом случайно сбила свой самолёт Ил-76, весь экипаж из трёх человек погиб. Если в первой волне участвовало 146 иранских ударных самолётов, то к вечеру могло подняться в воздух только около 50 из них.
Ирак оценил потери иранцев в ходе операции «Каман-99» в 67 самолётов. По отрывочным сведениям подтвердилась потеря не менее 12-13 иранских самолётов, из них 10 F-5 и 2-3 F-4, погибло 8 пилотов, вдобавок старшие лейтенанты Парвиз Хатамьян и Шахрам Овейси попали к иракцам в плен. Вдобавок, многие иранские самолёты получили повреждения в ходе этой операции.
Ирак оказался хорошо подготовлен к налёту: большинство иракских боевых самолётов перелетели в другие арабские страны, в результате чего уцелели. Вдобавок, все пассажирская авиация была перегнана в Иорданию из за угрозы атаки Ирана, который уже обстреливал пассажирский авиалайнер над Персидским заливом пятью днями ранее.
Во время «ответных» иракских налётов Иран заявлял что им был взят в плен израильский пилот с одного из сбитых иракских самолётов.

## Итоги
В результате ответного иранского удара все иракские авиабазы, с которых можно было достичь территории Ирана, по рассказам неизвестных источников оказались на несколько недель выведенными из строя (по российским данным ВВС Ирака совершили ответный удар прямо во время иранского налёта, что привело к дополнительным потерям иранской авиации), что позволило войскам Ирана перегруппироваться и подготовиться к отражению иракского вторжения..
Список потерянной авиации
Иранские потери за 23 сентября (указываются только случаи имеющие подтверждающую информацию, фамилии экипажа или номер самолёта):
- F-5E сбит в районе Мосула истребителем МиГ-21. Пилот капитан Галамхуссейн Азар погиб[2];

- F-5E сбит в районе Мосула истребителем МиГ-21. Пилот старший лейтенант Мурад Али Джаханшашлу погиб[2];

- F-5E сбит неизвестно чем в районе Мосула. Пилот старший лейтенант Саид Ходжати погиб[2];

- F-5E сбит неизвестно чем в районе Мосула. Пилот капитан Мохаммед Пуян был эвакуирован[2];

- F-5E сбит истребителем МиГ-23 в районе Насирии. Пилот Голамхуссейн Оруджи погиб[2];

- F-5E сбит неизвестно чем в районе Насирии. Пилот Шахрам Овейси попал в плен[2];

- F-5E разбился над территорией противника. Пилот Парвиз Хатамьян попал в плен[2];

- F-5E при возвращении сбит своими зенитчиками в районе Дизфуля. Пилот капитан Мансур Назерян погиб[2];

- F-5E при возвращении сбит своими зенитчиками в районе Дизфуля. Пилот старший лейтенант Тораж Юсэф погиб[2];

- F-4E разбился при перехвате иракского штурмовика Су-22 в Хамадане. Оба члена экипажа — капитан Ходабакш Пур и лейтенант Аббас Ислами погибли[2];

- F-4E из за израсходования топлива экипаж в составе капитана Даруша Язданфара и лейтенанта Маджида Али Дади катапультировался над Керманшахом[2].

Иракские потери за 23 сентября (указываются только случаи имеющие подтверждающую информацию, фамилии экипажа, номер самолёта или подтверждение владельца):
- Ирак подтвердил потерю 2 самолётов на земле в результате ударов по аэродромам[10]

- Ил-76Д по ошибке сбит своей ПВО над Багдадом во время налёта иранских самолётов. Весь экипаж из трёх человек погиб, в том числе командир — полковник Джабар аль-Дахи[11];

- МиГ-23БН сбит иранским самолётом в районе авиабазы Вахдати. Пилот командир эскадрильи майор Рашид ас-Сайдон погиб[12];

- МиГ-23БН сбит огнём с земли в районе Дизфуля. Судьба пилота майора Джаббар ад-Дулайми неизвестна[12];

- МиГ-23БН сбит иранским ЗРК HAWK в районе границы. Судьба пилота Мохаммеда Хассана неизвестна[12].